# Ajo
Ajo – jednostka osadnicza w Stanach Zjednoczonych, w stanie Arizona, w hrabstwie Pima.

## Geografia
Ajo jest położone w stanie Arizona, w hrabstwie Pima i leży na wysokości 536 metrów n.p.m..

## Demografia
Według spisu ludności z 2020 roku w miejscowości Ajo żyło 3039 mieszkańców.